# 아메리칸 하이스트
《아메리칸 하이스트》(영어: American Heist)는 2014년 공개된 하이스트 액션 영화이다.

## 출연

### 주연
- 헤이든 크리스텐슨
- 애드리언 브로디
- 아론 V. 윌리엄슨
- 조다나 브류스터

### 조연
- 토리 키틀즈
- 에이콘
- 엘레나 산체스
- 로라 카요우엣
- 루이스 다 실바 주니어
- 조 크레스트
- 랜스 E. 니콜스
- 레이첼 빌슨
- 주드 로맨드
- 존 L. 아미호

## 기타
- 라인프로듀서: 휘트니 브라운
- 미술: 제임스 A. 제라든
- 세트: 브래드포드 존슨
- 의상: 리즈 스토브
- 배역: 도미니카 포세렌